# ナムケンサイ
ナムケンサイ（タイ語: น้ำแข็งไส  、発音 [nám.kʰɛ̌ŋ sǎj]とはタイの菓子の一種。日本のカキ氷に近い。ワンエン（ หวานเย็น 発音 [wǎːn jēn] ）とも呼称される。 日本のかき氷とは異なり、ナムケンサイではトッピングは下部にある。使用される材料には20〜30種類あり、その中にはココナッツミルクに浸した熟していないココナッツや黒もち米、栗、甘みをつけた里芋、小豆、チェンシムイー（歯ごたえと滑らかさがある特殊な小麦粉）がある。